# Flipsyde
I Flipsyde sono un gruppo statunitense rap rock formatosi ad Oakland, in California. Formati da Steve Knight, Dave Lopez, Jinho "the Piper" Ferreira e recentemente Chantelle Paige, hanno partecipato a parecchi tour con Snoop Dogg, The Black Eyed Peas e Fort Minor.
Sono giunti alla fama nel 2005 con l'album We the People, contenente la canzone Someday: questa è stata usata come colonna sonora dei giochi olimpici invernali di Torino 2006, del videogioco NBA Live 09 e in quella del film Never Back Down.
Lo stesso anno è uscito il mixtape The Pen and the Sword, mentre nel 2008 ha visto la luce il secondo album ufficiale del quartetto, Champion, la cui title track è stata scelta come colonna sonora dei Giochi olimpici di Pechino 2008.
Nel 2009 esce l'album State of Survival, prodotto dal cantante senegalese Akon, mentre il 26 luglio 2011 pubblicano l'EP The Phoenix.

## Formazione

### Formazione attuale
- Jinho "Piper" Ferreira - voce
- Steve Knughy - chitarra elettrica, voce
- Dave Lopez - chitarra acustica

### Ex componenti
- Chantelle Paige - voce

## Discografia

### Album studio
- 2005 - We the People (Interscope Records)
- 2009 - State of Survival (Universal Music)

### EP
- 2011 - The Phoenix
- 2012 - Tower of Hollywood
- 2014 - Cops and Robbers

### Mixtape
- 2005 - The Pen and the Sword
- 2011 - Focus
- 2012 - Ignite
- 2012 - Gift
- 2012 - Transform

### Singoli
- 2005 - Someday
- 2005 - Happy Birthday feat. Piper
- 2006 - Trumpets (Never Be the Same Again)
- 2006 - Angel
- 2008 - Champion
- 2009 - When It Was Good
- 2011 - Act Like a Cop Did It
- 2011 - Livin' It Up
- 2012 - One More Trip
- 2013 - Believe